# Forma de valor
La forma de valor o (en alemán: Wertform) es un concepto de la crítica de la economía política de Karl Marx. La explicación de Marx de la forma de valor se adopta de manera diferente en formas posteriores del marxismo, en la Escuela de Frankfurt y en el posmarxismo. Cuando el trabajo social se divide en empresas independientes y se organiza capitalistamente, sus productos toman la forma de un conjunto de mercancías de diversos tipos, que se enfrentan entre sí en el mercado.
La producción y el intercambio se rigen por ideas y hechos expresables en formas como:
- 20 varas de lino valen 1 levita
- 20 varas de lino tienen su equivalente en 1 levita
- 20 yardas de lino = 1 levita
- 20 yardas de lino cuestan 100$
- El precio de 20 varas de lino es 100$.
- 20 yardas de lino = 100$

Las fórmulas anteriores son "expresiones de valor" (Wertausdruck). El valor, el precio y el equivalente son categorías de la vida burguesa. Se dice que los artículos que entran por un lado o por el otro, aquí el lino, la levita y el dólar, tienen diferentes formas de valor específicas. Una cosa puede tener una forma de valor en la imaginación; por ejemplo, en el razonamiento de un tejedor que teje 20 varas de lino para conseguir un abrigo, pensando "20 varas de lino valen un abrigo" o en los precios que fija una empresa a sus productos (precios que pueden ser aceptados o no). (Un artículo con una etiqueta de precio adherida ha entrado así en la forma de precio en la imaginación). Pero también se puede decir que las cosas entran en estas formas objetivamente, como cuando es simplemente un hecho que, por ejemplo,
- Unos 20 varas de lino valen una levita.
- El precio de 20 varas de lino es de unos 100 dólares.

Las formas de valor son formas sociales de un producto del trabajo organizado social, privada y capitalista. Si el menú de desayuno de una cadena de restaurantes capitalista dice:
- Tostadas (dos rebanadas) = 1$

entonces las tostadas ha asumido una forma de valor como producto del trabajo capitalistamente asociado. Pero en un hogar, por ejemplo al alimentar a los niños, el trabajo de hacer tostadas –el mismo "trabajo útil"- se asocia de manera diferente. Ningún pensamiento semejante entrará en la mente del que hace tostadas, quien pensará directamente en las necesidades de los niños. Las tostadas no asumirá ninguna forma de valor.
Las formas de valor son también "formas de apariencia" (en alemán: Erscheinungsform). Los agentes trabajan con ellos, juzgan en términos de ellos y, en cierto sentido, miden las cosas con ellos. La organización capitalista de la vida opera a través de esta "apariencia" de sí misma ante sus portadores. La forma de valor de una mercancía contrasta con sus características físicas como “valor de uso” o bien –por ejemplo, como medio de (ulterior) producción o como medio de vida. Las características físicas de una mercancía son directamente observables y entran en su uso directo, pero su forma social no es, por tanto, perceptible ni inherente a la cosa.
Al narrar las rarezas paradójicas y las sutilezas metafísicas de las cosas ordinarias cuando se convierten en instrumentos de comercio, Marx busca proporcionar una breve morfología de la categoría de valor económico como tal: cuál es realmente su sustancia, las formas que adopta y cómo su magnitud. se determina o se expresa. Analiza las formas del valor en primera instancia considerando el significado de la "relación de valor" (Wertverhältnis) que existe entre dos cantidades de mercancías.

## Explicación básica
Cuando se introduce el concepto de forma del valor en el primer capítulo de El capital, tomo I, Marx aclara que el valor económico se manifiesta de manera objetivada sólo a través de la forma de valor establecida por el intercambio de productos. La gente sabe muy bien que cualquier producto representa un valor, es decir, hay un costo económico de suministro del producto (algunas personas tienen que trabajar para producirlo y suministrarlo, para que otros puedan usarlo). Sin embargo, Marx cuestiona cómo se puede cuantificar el valor, cómo puede existir, cuál es su fuente y cómo se pueden explicar las diferencias de valor.

### Relación de valor
Lo que algo "vale" económicamente sólo puede expresarse relativamente, relacionándolo, sopesándolo, comparándolo y equiparándolo con cantidades de otros objetos comercializables (o con el esfuerzo laboral, los recursos o la suma de dinero que esos objetos representan). El valor de los productos se expresa por su "valor de cambio": aquello por lo que pueden intercambiarse, pero ese valor de cambio puede expresarse de muchas maneras diferentes. Dado que el valor de cambio suele expresarse mediante un "precio en dinero", parece que "valor de cambio", "valor", "precio" y "dinero" son en realidad la misma cosa. Pero Marx sostiene que no son lo mismo en absoluto.
Este punto es importante para comprender el valor económico y los mercados. Precisamente porque los economistas políticos seguían combinando y confundiendo las categorías económicas más básicas, argumentó Marx, no pudieron proporcionar una teoría de la economía plenamente consistente. Es posible que se puedan cuantificar y medir los fenómenos económicos, pero eso no significa necesariamente que se midan de manera que se comprendan plenamente.
En un prefacio a la primera edición de El capital, tomo I, Marx afirmó:

He popularizado lo más posible los pasajes relativos a la sustancia del valor y a la magnitud del valor. La forma valor, cuya forma plenamente desarrollada es la forma dinero, es muy simple y de contenido ligero. Sin embargo, la mente humana ha buscado en vano durante más de 2.000 años llegar al fondo del asunto.

Marx da varias razones para este antiguo enigma. El principal obstáculo parece ser que las relaciones comerciales se refieren a relaciones sociales que no son directamente observables. Lo que son estas relaciones sociales debe conceptualizarse con ideas abstractas. Las relaciones comerciales entre materias primas y dinero son ciertamente observables, a través de los precios y los datos de las transacciones. Sin embargo, no se puede observar exactamente cómo las cosas que se comercializan obtienen el valor que tienen. Parece que "el mercado" hace eso, pero qué es el mercado y cómo sucede sigue siendo bastante vago. Esta historia no va mucho más allá de la idea de que las cosas tienen valor porque la gente quiere tenerlas y está dispuesta a pagar dinero por ellas.
El comentario de Marx aclara que, según Marx, la forma de valor de las mercancías no es simplemente una característica del capitalismo industrial. Está asociado con toda la historia del comercio de productos básicos ("más de 2.000 años"). Marx afirmó que el origen de la forma dineraria del valor nunca antes había sido explicado por la economía burguesa, y que "el misterio del dinero desaparecerá inmediatamente" una vez que se haya rastreado la evolución de las relaciones de valor desde sus inicios más simples. Probablemente esta fue una esperanza vana, ya que, como se analiza más adelante, incluso hoy en día los economistas y los historiadores económicos no pueden ponerse de acuerdo sobre cuál es la teoría correcta del dinero. Wolfgang Streeck afirma que "el dinero es fácilmente la institución humana más impredecible y menos gobernable que jamás hayamos conocido". Dicho de otra manera, las posibilidades para concertar cualquier tipo de comercio o trato son sumamente diversas; el único requisito operativo es que los socios comerciales acepten los términos del acuerdo, por simple o complicado que sea. De ello se deduce que el papel específico que desempeña el dinero en un acuerdo determinado puede variar mucho.
Sólo cuando la producción de mercado y su correspondiente sistema legal estén altamente desarrollados, será posible comprender lo que realmente significa "valor económico" de una manera integral y teóricamente consistente, separada de otros tipos de valor (como valor estético o valor moral). La razón es que, en gran medida, los diferentes tipos de valores se han vuelto prácticamente separados en la realidad y se han vuelto cada vez más universales en sus aplicaciones. Cuando Marx considera el "valor" como tal o en sí mismo, como una forma social general en la historia económica de los humanos, es decir, "la forma del valor como tal", está haciendo abstracción de todas las expresiones particulares que pueda tener.
Marx admitió que la forma del valor era una noción algo difícil, pero supuso "un lector que esté dispuesto a aprender algo nuevo y, por tanto, a pensar por sí mismo". En un prefacio a la segunda edición de El capital, tomo I, Marx afirmó que había "revisado completamente" su tratamiento, porque su amigo el Dr. Louis Kugelmann lo había convencido de que se necesitaba una "exposición más didáctica de la forma del valor". Por lo general, los estudiosos de Marx se refieren a ambas versiones de todos modos, porque cada una de ellas proporciona información adicional que no aparece en la otra versión.

### Forma de mercancía
Marx llama a la forma mercancía, como forma básica de valor, "la forma celular económica de la sociedad burguesa", es decir, la unidad económica más simple a partir de la cual se desarrolló y construyó el "cuerpo" de la civilización capitalista de Europa occidental. seis siglos. Las mercancías se intercambian por dinero, el dinero se intercambia por mercancías, cada vez se gana más dinero con este comercio y los mercados llegan a más y más áreas, transformando la sociedad en un mundo de negocios.
El modo de producción capitalista es visto como una producción de mercancías "generalizada" (o universalizada), es decir, la producción de mercancías por medio de mercancías, en un flujo circular de acciones y transacciones autorreproductoras (el dinero se intercambia por mercancías (incluido el fuerza de trabajo mercantil), utilizado para producir nuevas mercancías intercambiadas por más dinero, financiando más producción y consumo). Ya en su manuscrito Grundrisse de 1858, Marx desarrolló su idea de que "La primera categoría en la que se presenta la riqueza burguesa es la de la mercancía" y eso se convirtió en la frase inicial de su Crítica de 1859 y del primer volumen de El Capital (1867).
Las "formas de valor" de las mercancías son sólo las primeras de una serie de formas sociales que Marx analiza en El capital, como las formas de dinero, las formas de capital, las formas de salarios y las formas de ganancia. Todas estas son formas diferentes de valor, normalmente expresadas por precios, pero todas presuponen el intercambio de mercancías comercializables. En la historia dialéctica de Marx, se muestra que cada una de estas formas surge de (o se "transforma" en) otras formas, y así todas las formas están conectadas entre sí, paso a paso, lógica e históricamente.
Cada forma se expresa con categorías, cuyo contenido evoluciona o muta hasta cierto punto en respuesta a nuevas distinciones o circunstancias. Al final de la historia, todas las formas aparecen perfectamente integradas entre sí en un sistema capitalista que se reproduce a sí mismo y se expande constantemente, cuyo lejano origen histórico se ha vuelto oculto y oscuro; el sistema plenamente desarrollado parece distinto de lo que realmente es y no revela de forma transparente su verdadera naturaleza.
Si el funcionamiento del sistema capitalista fuera perfectamente obvio y transparente, sostiene Marx, entonces no habría necesidad de ninguna "ciencia" económica especial; Sería simplemente decir tópicos. Impulsan una mayor investigación, porque resultan no ser tan obvios como parecen y, de hecho, se vuelven bastante desconcertantes o incluso alucinantes, si se reflexiona más sobre ellos. Los economistas están constantemente tratando de "adivinarse" qué hará el mercado y cuáles podrían ser los efectos generales de los patrones de transacción, pero en realidad a menudo no tienen más éxito que los astrólogos. Se requiere entonces un reexamen crítico precisamente de aquellos fenómenos ordinarios que antes se daban por sentados.
Después de que su primer intento críptico de contar la historia (en 168 páginas) fracasara cuando la publicó en Alemania, Marx decidió contarla en otra ocasión, de una manera mucho más interesante, intrigante y elaborada, para que la gente realmente entendiera. su significado: comenzar exactamente desde el mismo punto de partida. De ahí surgió El capital (1867-1894), que todavía hoy se lee y se debate.
Marx inicialmente define un producto del trabajo humano que se ha convertido en mercancía (en alemán: Kaufware, es decir, mercancía, artículos para la venta) como que es simultáneamente:
- Un objeto útil que puede satisfacer un deseo o una necesidad (un valor de uso); Es el objeto valorado desde el punto de vista de su consumo o uso, refiriéndose a su forma material observable, es decir, las características tangibles y observables que tiene y que lo hacen útil, y por tanto valorado por las personas, incluso si el uso es sólo simbólico.
- Un objeto de valor económico en general; es el valor del objeto considerado desde el punto de vista de su costo de suministro, valor comercial o "lo que se puede obtener por él". La referencia aquí es a la forma social del producto, que no es directamente observable.

La "forma de valor" (también una referencia a la fenomenología en el sentido filosófico clásico utilizado por Hegel) se refiere entonces a las formas específicas de relación a través de las cuales "lo que vale una mercancía" se expresa socialmente en los procesos comerciales cuando se comparan diferentes productos y activos entre sí.
En términos prácticos, Marx sostiene que los valores de los productos no pueden observarse directamente y pueden manifestarse de manera observable sólo como valores de cambio, es decir, como expresiones relativas, comparando su valor con otros bienes por los que se pueden comercializar (normalmente a través de precios monetarios). Esto hace que la gente piense que el valor y el valor de cambio son la misma cosa, pero Marx sostiene que no lo son; Se debe distinguir el contenido, magnitud y forma del valor, y según la ley del valor, el valor de cambio de los productos que se comercializan está determinado y regulado por su valor. Su argumento es que los precios de mercado de un bien oscilarán alrededor de su valor, y su valor es el resultado de los requisitos laborales normales promedio para producirlo.

### Metamorfosis
Marx sostiene que las formas de valor no son "estáticas" ni "fijadas de una vez por todas", sino que se desarrollan lógica e históricamente en los procesos comerciales desde expresiones muy simples y primitivas hasta expresiones muy complicadas o sofisticadas. Posteriormente, también examina las diversas formas que adopta el capital, las formas de los salarios, las formas de ganancia, etc. En cada caso, la forma denota cómo se expresa o simboliza una relación social o económica específica entre las personas.
En el proceso de circulación, producción, distribución y consumo, el valor se metamorfosea de una forma a otra. Diferentes formas de valor (monedas, materias primas y capitales) se intercambian entre sí, donde compradores y vendedores convierten dinero en bienes y bienes en dinero, o convierten un tipo de activo de capital en otro tipo de activo de capital, en mercados donde los precios fluctúan. todo el tiempo.
Según Marx, los actos individuales de intercambio en sí mismos no pueden alterar el valor subyacente de los bienes y activos, al menos no en la situación ordinaria. Dicho de otra manera, el valor normalmente se conserva a través de sucesivos actos de intercambio (un "principio de conservación") incluso aunque las formas que adopta el valor puedan cambiar. Si los bienes y activos no mantuvieran al menos su valor en el momento del intercambio, entonces el almacenamiento, el transporte y el propio comercio probablemente colapsarían. Esa idea ya existía en la antigüedad. Sin embargo, en la actividad especulativa el principio de conservación no siempre es cierto.

### Intercambio primitivo
Inicialmente, en el intercambio primitivo, la forma que adopta el valor económico no implica ningún precio, ya que lo que algo "vale" se expresa muy simplemente en (una cantidad de) algún otro bien (una relación de trueque ocasional). Algunos estudiosos, como Hans-Georg Backhaus, sostienen que por esta razón el valor simplemente no existía en sociedades donde no se utilizaba el dinero o donde desempeñaba sólo un papel marginal. Friedrich Engels afirmaba que "el comunismo primitivo no conocía el valor", porque no existía un comercio regular de mercancías.
Marx, sin embargo, reconocía que en las economías primitivas existían "una especie de valores de producto", aunque el valor no existía como una "cosa" separada en tales comunidades. Para establecer "el valor de los productos", afirma, se siguen "prácticas habituales", en lugar de limitarse a comparar el valor de otros productos o calcular el dinero; así, la valoración de los productos se expresaba de forma diferente (ver también arqueología del comercio). Existía una "economía del tiempo de trabajo", aunque no se disponía de medidas sumamente exactas para el esfuerzo, el tiempo, el almacenamiento y la energía del trabajo. Es decir, todo el tiempo la gente sabía muy bien que sus productos tenían valor, porque reemplazarlos costaba trabajo-esfuerzo y, en consecuencia, también valoraban sus productos. Difícilmente podrían darse el lujo de comerciar productos en condiciones muy desfavorables, porque eso los llevaría más allá de los límites de su propio tiempo de trabajo disponible; eso importaba, porque la productividad laboral promedio era baja: se necesitaba mucho tiempo para producir alimentos, ropa, vivienda, herramientas y armas. Cualquiera que fuera la costumbre comercial, tenía que ser al menos compatible con las necesidades de supervivencia. Si no, la costumbre desaparecería.
- En la situación más primitiva (más simple), las personas adquieren objetos que les resultan útiles mediante préstamos, intercambios o trueques, a cambio de otros bienes que no necesitan particularmente. Valoran las cosas directamente por sus cualidades útiles y porque se necesita tiempo de trabajo para conseguirlas (su propio trabajo y/o el trabajo de otros). En el proceso, se desarrollan normas consuetudinarias para lo que se considera un intercambio normal y equilibrado. No hay una sola forma de comercializar un bien, los bienes pueden comercializarse en todo tipo de términos, pero para elegir el método apropiado, es posible que se deban tener en cuenta todo tipo de factores.[42] Si un bien se comercializa de manera incorrecta, por ejemplo porque no se respetan las convenciones culturales, podría tener consecuencias que los comerciantes en realidad no estaban buscando.
- Sin embargo, en el nivel más abstracto y desarrollado, la forma del valor es sólo una relación puramente dineraria entre objetos, o un potencial de ganancias abstracto o una provisión de crédito, basado en algunas suposiciones, que tal vez ya ni siquiera se refieran a ningún objeto tangible de comercio. Por ejemplo, en la pantalla de una computadora sólo hay un número. En ese punto, parece que el valor de un activo está simplemente determinado por la cantidad de ingresos que se podrían obtener si el activo se comercializara en determinadas condiciones y dentro de un intervalo de tiempo determinado.

### Relaciones sociales
Al analizar las formas de valor, Marx pretende mostrar que cuando las personas relacionan sus productos entre sí en el comercio de mercado, también están relacionadas socialmente de maneras específicas (les guste o no, y sean conscientes de ello o no), y que este hecho influye muy fuertemente en la forma misma en que piensan sobre cómo se relacionan. Influye en cómo verán todo el proceso interactivo humano de dar y recibir, tomar y adquirir, compartir y renunciar, aceptar y rechazar, y cómo equilibrar todo eso.
Algunas relaciones sociales las elegimos y establecemos nosotros mismos, pero también estamos relacionados socialmente simplemente por ser parte de una comunidad y una nación (o parte de una familia, una organización, etc.), nos guste o no. En los roles comerciales, las personas tienen que lidiar con ambos tipos de relaciones sociales: compitiendo simultáneamente para conseguir el mejor trato y cooperando para obtener lo que quieren. El proceso de negociación tiene tanto un aspecto voluntario (libertades, cosas para elegir) como un aspecto involuntario (limitaciones, cosas con las que hay que trabajar para llegar a un acuerdo). Para realizar el comercio, compradores y vendedores deben respetar el derecho de cada uno a su propia propiedad, y su derecho a hacer con su propia propiedad lo que quieran, dentro del marco de leyes, costumbres y normas (Marx analiza la noción de igualdad formal de actores del mercado más en los Grundrisse). Si los actores del mercado simplemente arrebataran cosas a otros, eso no sería comercio, sino robo (lo que no calificaría como conducta civilizada y conlleva un riesgo para la reputación, además de estar sujeto a sanciones legales).
Las formas de valor de los productos no se refieren simplemente a una "valoración comercial de objetos"; se refieren también a una determinada manera de relacionarse o interactuar, y a una mentalidad, entre los sujetos humanos que internalizan las formas del valor, de modo que las manifestaciones del valor económico pasan a ser consideradas como completamente normales, naturales y evidentes en las interacciones humanas (una "cultura de mercado", que también se refleja en el uso del lenguaje). El propio Marx se refiere de manera surrealista al "lenguaje de las mercancías", las conversaciones y señales que envían y reciben en el mundo al revés (verkehrte Welt) de los procesos comerciales, y añade satíricamente en una nota a pie de página que "en cierto sentido, las personas se encuentran en la misma situación que las mercancías”. La sugerencia es que, por analogía, el reconocimiento de la identidad y el valor de una persona ocurre sólo a través del contacto con otras personas, y que una persona se convierte en el modelo de especie para otra, del mismo modo que las mercancías necesitan relacionarse entre sí y con el dinero para establecerse. cuál es la magnitud de su valor.
La descripción que hace Marx de lo que sucede en los intercambios de mercancías destaca no sólo que las relaciones de valor parecen existir entre las mercancías con bastante independencia de los valoradores, sino también que la gente acepta que estas relaciones existen, incluso aunque no comprendan exactamente qué son o por qué existir en absoluto. Sabemos que existe un mercado particular, si hay compradores y vendedores. Con experiencia podemos identificarlos y estimar una facturación normal. Sin embargo, la totalidad de interacciones y transacciones en todos los mercados combinadas simultáneamente puede parecer fácilmente una abstracción insondable.

## Génesis de las formas de valor
Marx distingue entre cuatro pasos sucesivos en el proceso de comercialización de productos, es decir, en la circulación de mercancías, a través de los cuales se forman proporcionalidades de valor (Wertverhältnisse en alemán) bastante estables y objetivas que expresan "qué productos se comercializan a valer". Estos pasos son:
1. La forma simple de valor, expresión que contiene la dualidad de valor relativo y valor equivalente.
2. La forma ampliada o total del valor, un "encadenamiento" cuantitativo de las formas simples de expresión del valor.
3. La forma general del valor, es decir, la expresión del valor de todos los productos calculados en un equivalente general.
4. La forma dineraria del valor, que es un equivalente general utilizado en el comercio (un medio de intercambio) que es universalmente intercambiable.

Estas formas son diferentes formas de simbolizar y representar el valor de los bienes, para facilitar el comercio y los cálculos de costo/beneficio. La forma simple de valor no implica (o no necesariamente) un referente monetario en absoluto, y las formas ampliada y general son expresiones intermedias entre una expresión dineraria y no dineraria del valor económico. Los cuatro pasos son un resumen abstracto de lo que esencialmente sucede con la relación comercial cuando el comercio de productos crece y se desarrolla más allá del trueque incidental.

### Forma simple de valor

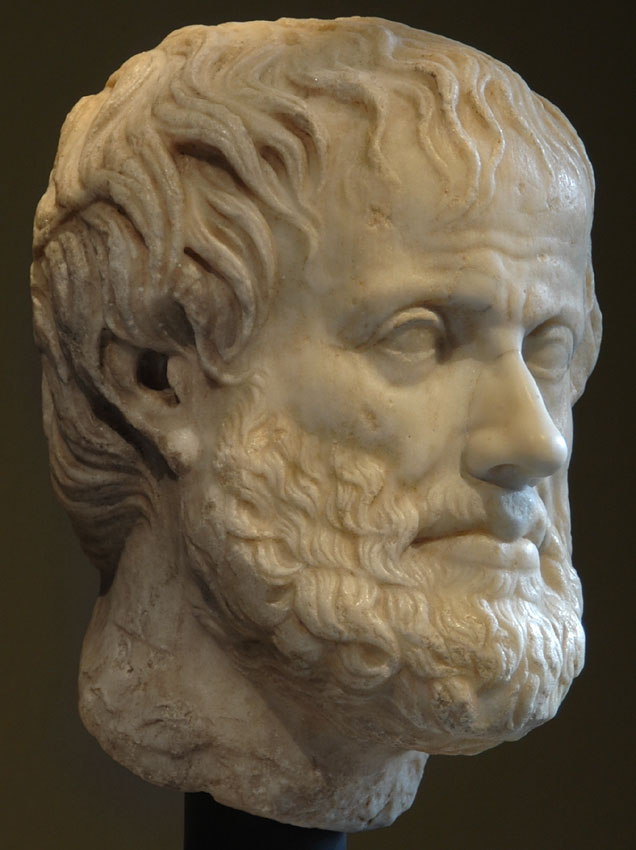
Marx señala que el "valor" es una relación social histórica, por ello Aristóteles carecía de tal concepto al haber vivido en una sociedad esclavista donde "su base natural era la desigualdad de los hombres y de sus fuerzas de trabajo".

La relación de valor en el sentido económico de Marx comienza a emerger cuando somos capaces de afirmar que un conjunto de valores de uso vale lo mismo que otro conjunto de valores de uso (diferentes). Esto sucede cuando los paquetes de productos se intercambian regularmente entre sí y, por tanto, se consideran instrumentos de comercio. Es una relación cuantitativa entre cantidades, expresadas implícitamente en una misma unidad de medida. La expresión más simple de la forma del valor se puede expresar como la siguiente ecuación:

X cantidad de la mercancía A vale Y cantidad de la mercancía B

donde el valor de X{A} se expresa relativamente, como igual a una cierta cantidad de B, lo que significa que X{A} es la forma relativa del valor e Y{B} la forma equivalente del valor, de modo que B es efectivamente la forma de valor de (expresa el valor de) A. Si preguntamos "¿cuánto vale X cantidad del bien A?" la respuesta es "Y cantidad del bien B".
Esta sencilla ecuación, que expresa una simple proporción de valor entre productos, permite sin embargo varias posibilidades de que surjan diferencias de valoración dentro de la circulación de productos:
- el valor absoluto de X{A} cambia, pero el valor absoluto de Y{B} permanece constante; en este caso, el cambio en el valor relativo de X{A} depende sólo de un cambio en el valor absoluto de A (el valor absoluto, sostiene Marx, es el costo laboral total, en promedio, implicado en la fabricación de una mercancía).
- el valor absoluto de X{A} permanece constante, pero el valor absoluto de Y{B} cambia; en este caso, el valor relativo de X{A} fluctúa en relación inversa a los cambios en el valor absoluto de B, lo que significa que si Y{B} baja entonces X{A} sube, mientras que si Y{B} sube entonces X{A} baja.
- los valores de X{A} e Y{B} cambian en la misma dirección y en la misma proporción. En este caso, la ecuación sigue siendo válida, pero el cambio en el valor absoluto sólo se nota si X{A} e Y{B} se comparan con un bien C, donde el valor de C permanece constante. Si todas las mercancías aumentan o disminuyen su valor en la misma cantidad, entonces sus valores relativos permanecen exactamente iguales.
- los valores de X{A} e Y{B} cambian en la misma dirección, pero no en la misma cantidad, o varían en direcciones opuestas.

Estos posibles cambios en la valoración nos permiten comprender ya que el precio por el que se comercializará un producto en particular está delimitado por el precio por el que se comercializarán otros productos, independientemente de cuánto le gustaría pagar al comprador o de cuánto le gustaría recibir al vendedor en retorno.
Sin embargo, aquí no se debe confundir el valor con el precio, porque los productos pueden comercializarse a precios superiores o inferiores a su valor (lo que implica desviaciones valor-precio; esto complica el panorama y sólo se desarrolla en el tercer volumen de El capital). Hay estructuras de valores y estructuras de precios. En aras de la simplicidad, Marx supone inicialmente que el precio monetario de una mercancía será igual a su valor (normalmente, las desviaciones precio-valor no serían muy grandes); pero en El capital, tomo III, queda claro que la venta de bienes por encima o por debajo de su valor tiene un efecto crucial sobre las ganancias agregadas.
Las principales implicaciones de la forma relativa simple del valor son las siguientes:
- El valor de un bien individual puede cambiar en relación con otros bienes, aunque el costo laboral real de ese bien en particular permanece constante, y viceversa, el costo laboral real de ese bien en particular puede variar, aunque su valor relativo sigue siendo el mismo; esto significa que los bienes pueden devaluarse o revaluarse dependiendo de lo que suceda en otras partes del sistema comercial y de los cambios en las condiciones de producción en otros lugares. Por lo tanto, sería erróneo afirmar, como sostienen algunos marxistas (Mandel, Ollman, Carchedi),[55] que para Marx "el valor económico es trabajo"; más bien, el valor económico de los productos en realidad se refiere a la valoración social actual del esfuerzo laboral promedio implicado en los productos.
- Que los valores absolutos y relativos de las mercancías pueden cambiar constantemente, en proporciones que no se compensan entre sí exactamente, ni se anulan entre sí, mediante ajustes fortuitos a las nuevas condiciones de producción y demanda.[56]

Marx también sostiene que, al mismo tiempo, dicha ecuación económica logra otras dos cosas:
- el valor de actividades laborales específicas está implícitamente relacionado en proporción al valor del trabajo en general, y
- las actividades laborales privadas, llevadas a cabo independientemente unas de otras, son socialmente reconocidas como una fracción del trabajo total de la sociedad.

Efectivamente, se establece y afirma un nexo social (una conexión o vínculo social) a través de las comparaciones de valor en el mercado, lo que hace que los costos laborales relativos (los gastos de energía del trabajo humano) sean la sustancia real del valor. Obviamente, algunos activos no se producen en absoluto mediante trabajo humano, pero la forma en que se valoren comercialmente se referirá, explícita o implícitamente, directa o indirectamente, a la estructura comparativa de costos de los activos relacionados que son productos de trabajo.
Un árbol en medio de la selva amazónica no tiene valor comercial donde se encuentra. Sólo podemos estimar su valor calculando cuánto costaría talarlo, cuánto se vendería en los mercados o qué ingresos podríamos obtener actualmente de él (o cuánto podríamos cobrar a la gente por verlo). Imponer un "precio aceptable" al árbol supone que ya existe un mercado de madera o de bosques que nos dice lo que normalmente valdría el árbol.

### Forma ampliada de valor
En la forma ampliada del valor, el proceso de ecuación entre cantidades de diferentes mercancías simplemente continúa en serie, de modo que se establezcan sus valores relativos entre sí, y todos puedan expresarse en uno u otro equivalente de mercancía. La expresión en forma de valor expandida en realidad representa sólo una extensión de la forma de valor simple, donde los productos se alternan como formas relativas y equivalentes para poder equipararse entre sí.
Marx sostiene que, como tal, la forma ampliada del valor es prácticamente inadecuada, porque para expresar lo que vale cualquier mercancía ahora podría requerirse el cálculo de toda una "cadena" de comparaciones, es decir,

X cantidad de la mercancía A vale Y de la mercancía B, vale Z de la mercancía C ... etc.

Lo que esto significa es que si A normalmente se cambia por B, y B normalmente se cambia por C, entonces para saber cuánto vale A en términos de C, primero tenemos que convertir las cantidades en B (y tal vez muchas más). pasos intermedios). Obviamente, esto es ineficiente si se comercializan muchos bienes al mismo tiempo.

### Forma general de valor

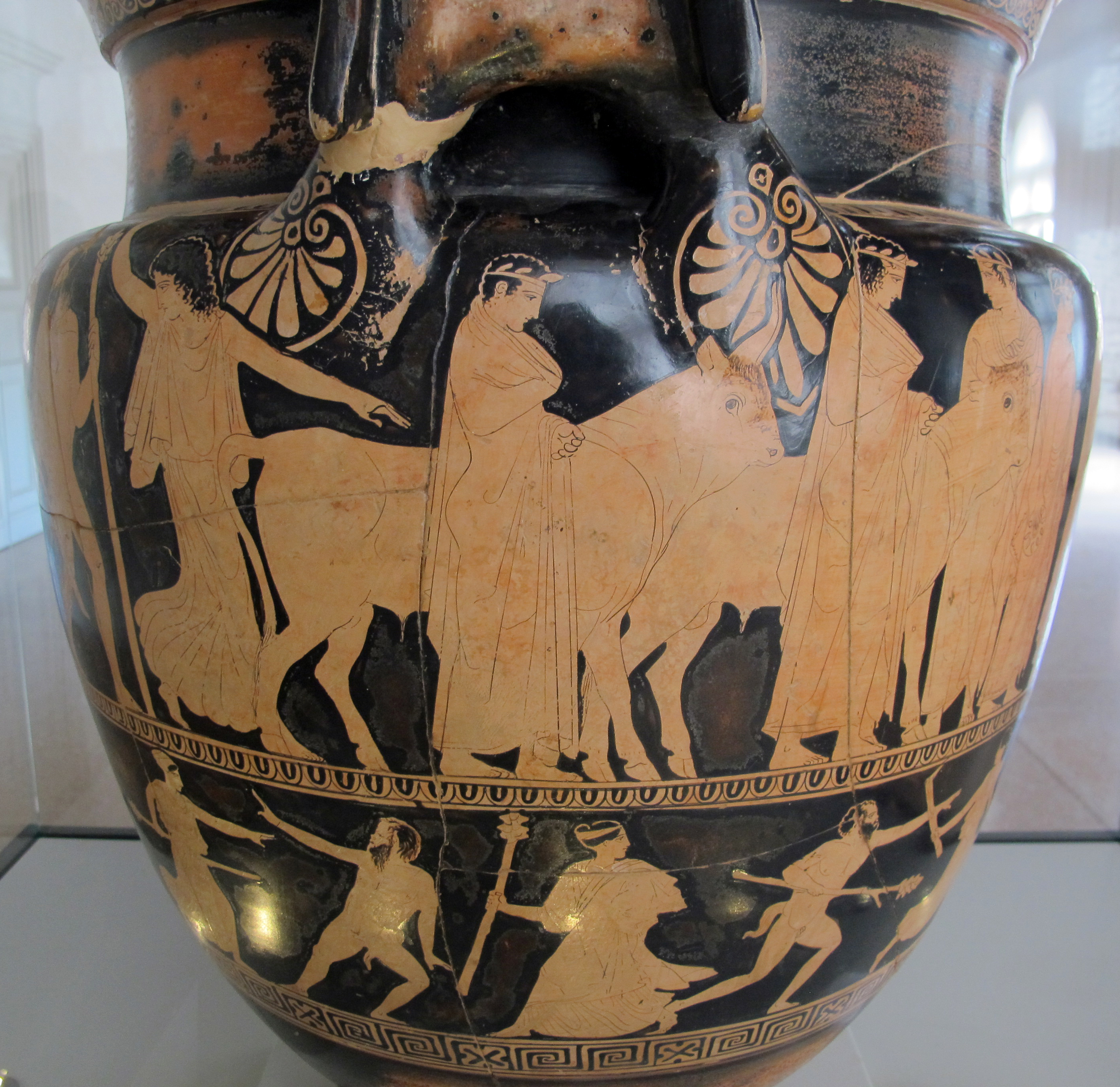
En los Grundisse Marx sostiene que desde los tiempos de Homero el buey era medida de intercambio (o forma ampliada de valor). Por otro lado Georg Quaas examinó que en la Ilíada el buey "ya se había desarrollado como un equivalente general".

La solución práctica en el comercio es, por tanto, el surgimiento de una forma general de valor, en la que los valores de todo tipo de mercancías puedan expresarse en cantidades de una mercancía estándar (o sólo de unos pocos estándares) que funcionen como un equivalente general. El equivalente general no tiene en sí mismo ninguna forma relativa de valor común con otras mercancías; en cambio, su valor se expresa sólo en una miríada de otras mercancías.
{\displaystyle {\begin{bmatrix}{\mbox{o}}&A&{\mbox{cantidad de la mercancía}}&B\\{\mbox{o,}}&C&{\mbox{cantidad de la mercancía}}&D\\{\mbox{o,}}&E&{\mbox{cantidad de la mercancía}}&F\\{\mbox{o,}}&G&{\mbox{cantidad de la mercancía}}&H\\{\mbox{o,}}&J&{\mbox{cantidad de la mercancía}}&K\\\end{bmatrix}}}
{\displaystyle {\begin{bmatrix}X&{\mbox{cantidad de la mercancía}}&Y\end{bmatrix}}}
En las civilizaciones antiguas donde había un considerable comercio de mercado, por lo general había unos pocos tipos de bienes que podían funcionar como un estándar general de valor. Este estándar sirvió para comparar valores; no significa necesariamente que los bienes se intercambien realmente por el bien estándar. Este enfoque bastante engorroso se resuelve con la introducción del dinero: el propietario de un producto puede venderlo por dinero y comprar otro producto que ver con dinero, sin preocuparse más de si lo ofrecido a cambio de su propio producto es realmente el producto. que se quiere a sí mismo. Ahora, el único límite al comercio es la tasa de desarrollo y crecimiento del mercado.
La distinción entre la forma relativa y general del valor "surgió del hecho de que Ricardo no diferencia entre el valor y el valor de cambio, debido a que para él la conversión de la mercancía en dinero parecía ser un acto puramente formal y externo. El resultado, sin embargo, fue crear un abismo infranqueable entre el valor y el valor de cambio, lo que llevó a Samuel Bailey, un crítico de Ricardo, a argumentar que la teoría laboral del valor no tiene sentido".

### Forma dineraria de valor
El hecho de que las cantidades de bienes puedan expresarse en cantidades de un equivalente general, que actúa como referente, no significa que necesariamente todos puedan comercializarse por ese equivalente. El equivalente general puede ser sólo una especie de criterio utilizado para comparar el valor de los bienes. Por lo tanto, en la práctica la forma equivalente general da paso al dinero-mercancía, que es un equivalente universal, lo que significa que (siempre que la gente esté dispuesta a comerciar) posee la característica de intercambiabilidad directa y universal en cantidades medidas con precisión.
{\displaystyle {\begin{bmatrix}{\mbox{o}}&A&{\mbox{cantidad de la mercancía}}&B\\{\mbox{o,}}&C&{\mbox{cantidad de la mercancía}}&D\\{\mbox{o,}}&E&{\mbox{cantidad de la mercancía}}&F\\{\mbox{o,}}&G&{\mbox{cantidad de la mercancía}}&H\\{\mbox{o,}}&J&{\mbox{cantidad de la mercancía}}&K\\\end{bmatrix}}}
{\displaystyle {\begin{bmatrix}X&{\mbox{cantidad de dinero}}\end{bmatrix}}}
Pero durante la mayor parte de la historia de la civilización humana, el dinero no se utilizó universalmente, en parte porque los sistemas prevalecientes de derechos de propiedad y costumbres culturales no permitían que muchos bienes se vendieran por dinero, y en parte porque muchos productos se distribuían y comercializaban sin utilizar dinero. dinero. Además, a menudo se utilizaban varias "monedas" diferentes una al lado de la otra. El propio Marx creía que los pueblos nómadas fueron los primeros en desarrollar la forma dineraria del valor (en el sentido de un equivalente universal en el comercio) porque todas sus posesiones eran móviles y porque estaban regularmente en contacto con diferentes comunidades, lo que fomentaba el intercambio. de productos.
Cuando el dinero se utiliza generalmente en el comercio, el dinero se convierte en la expresión general de la forma del valor de los bienes que se comercializan; Por lo general, esto se asocia con el surgimiento de una autoridad estatal que emite moneda legal. En ese momento, la forma del valor parece haber adquirido una existencia completamente independiente y separada de cualquier objeto comercializado en particular (detrás de esta autonomía, sin embargo, está el poder de las autoridades estatales o agencias privadas para hacer cumplir reclamos financieros).
Una vez que el dinero-mercancía (por ejemplo, oro, plata, bronce) se establece firmemente como un medio de intercambio estable, las fichas dinerarias simbólicas (por ejemplo, billetes de banco y derechos de deuda) emitidas por el Estado, las casas comerciales o las corporaciones pueden, en principio, sustituirlo. papel moneda u obligaciones de deuda por algo "real" de forma regular.
Al principio, estos "monedas de curso legal" (moneda de curso legal) son convertibles por ley en cantidades de oro, plata, etc., y circulan junto con los metales preciosos. Pero gradualmente se empiezan a utilizar monedas que no son tan convertibles, es decir, "dinero fiduciario" o dinero fíat que depende de la confianza social en que la gente cumplirá con sus obligaciones transaccionales. Estos tipos de dinero fiduciario no dependen del valor de las fichas dinerarias en sí mismas (como en el dinero mercancía), sino de la capacidad de hacer cumplir derechos y contratos financieros, principalmente por medio del poder y las leyes del Estado, pero también por otras instituciones institucionales. métodos. Con el tiempo, como anticipó Marx en 1844, los metales preciosos ya desempeñan un papel muy pequeño en el sistema monetario.
Junto al dinero fiduciario, el dinero de crédito también se desarrolla cada vez más. El dinero de crédito, aunque expresado en unidades dinerarias, no consta de fichas dinerarias. Se trata más bien de derechos financieros, incluidos todo tipo de certificados de deuda (pagarés) que dan derecho a su tenedor a ingresos futuros en condiciones contractualmente especificadas. Estos derechos pueden negociarse con fines de lucro. En el mundo antiguo ya existían acuerdos de crédito, pero no había un comercio a gran escala de obligaciones de deuda. En el mundo moderno, la mayor parte del dinero ya no consiste en fichas dinerarias, sino en dinero de crédito. Marx era muy consciente del papel del dinero crediticio, pero no lo analizó en profundidad. Su única preocupación era cómo el sistema crediticio impactaba directamente en el proceso de producción capitalista.
El equivalente universal último según Marx es el "dinero mundial", es decir, instrumentos financieros aceptados y utilizables con fines comerciales en todas partes, como los bulliones. En el mercado mundial, el valor de las mercancías se expresa mediante un patrón universal, de modo que su "forma de valor independiente" aparece ante los comerciantes como "dinero universal". Hoy en día, el dólar estadounidense, el euro y el yen japonés se utilizan ampliamente como "monedas mundiales", proporcionando un estándar y una medida de valor casi universal. Se utilizan como medio de cambio en todo el mundo y, en consecuencia, la mayoría de los gobiernos tienen importantes reservas o derechos sobre estas monedas.

### Implicaciones
Los cuatro pasos de Marx en el desarrollo de la forma del valor son principalmente una progresión analítica o lógica, que puede no siempre ajustarse a los procesos históricos reales mediante los cuales los objetos comienzan a adquirir un valor relativamente estable y se comercializan como mercancías. Tres razones son:
- Siempre pueden existir y persistir uno al lado del otro varios métodos diferentes de comercio (incluido el comercio de compensación). Así, en el comercio se pueden utilizar expresiones de valor más simples y más desarrolladas al mismo tiempo, o combinadas (por ejemplo, para fijar un tipo de cambio, los comerciantes pueden tener que calcular qué cantidad del bien B puede adquirirse, si el bien B se puede adquirir). A se comercializa).
- Los métodos de asignación de recursos de mercado y no de mercado pueden combinarse, y pueden combinarse de maneras bastante inusuales. El acto de compraventa, por ejemplo, puede no sólo otorgar al nuevo propietario una buena posesión del mismo, sino también concederle o negarle el acceso a otros bienes. La distinción real entre venta y trueque puede no ser tan fácil de establecer, y se pueden hacer todo tipo de "negocios" en los que el comercio de una cosa tiene consecuencias para la posesión de otras.
- Objetos que antes no tenían ningún valor socialmente aceptado, pueden adquirirlo en una situación en la que ya se utiliza dinero, simplemente imputándoles o asignándoles un precio monetario. De esta manera, los objetos pueden adquirir la forma de valor "todos a la vez": de repente se integran en un mercado ya existente (el único requisito previo es que alguien posea los derechos comerciales sobre esos objetos). Bertram Schefold señala que en el Japón medieval, la emperatriz Genmei simplemente decretó la introducción de monedas acuñadas un día del año 708 d. C. (las llamadas wadōkaichin), para "aligerar la carga de llevar consigo productos equivalentes" como puntas de flecha, arroz y oro.[70]

Lo que ocurre es que, típicamente, cuál será el valor socialmente aceptado de un tipo de objeto completamente nuevo requiere la "prueba" práctica de un proceso comercial regular, suponiendo una oferta regular por parte de los productores y una demanda regular del mismo, lo que establece un "norma" comercial consistente con los costos de producción. Un nuevo objeto que no se comercializa anteriormente puede comercializarse muy por encima o por debajo de su valor real, hasta que la oferta y la demanda se estabilicen y su valor de cambio fluctúe sólo dentro de márgenes relativamente estrechos (en la economía ortodoxa, este proceso se reconoce como una forma de descubrimiento de precios).
El desarrollo de la forma del valor a través del crecimiento de los procesos comerciales implica un proceso dual continuo de igualación y relativización (a esto a veces se lo denomina un tipo de "ajuste del mercado"):
- el valor de los productos y activos entre sí se establece con ecuaciones cada vez más precisas, creando una estructura de valores relativos;
- los esfuerzos comparativos de mano de obra necesarios para fabricar los productos también se valoran de forma cada vez más estandarizada al mismo tiempo. Para casi cualquier tipo particular de trabajo, se puede entonces especificar, con bastante precisión, cuánto dinero se necesitaría, en promedio, para emplear ese trabajo y sacarle provecho. Para realizar cualquier tipo de trabajo, existe un precio normal para la mano de obra involucrada.

Seis efectos principales de esto son:
- El proceso de expansión del mercado, que implica la circulación de cada vez más bienes, servicios y dinero, conduce al desarrollo de la forma del valor de los productos, que incluye y transforma cada vez más aspectos de la vida humana, hasta que casi todo está estructurado por las formas de valor;
- Que cada vez parece más que el valor económico ("lo que valen las cosas") es una característica natural e intrínseca de los productos y activos (al igual que las características que los hacen útiles) en lugar de un efecto social creado por la cooperación laboral y el esfuerzo humano;
- el valor de cualquier tipo particular de trabajo queda determinado en gran medida por el valor del producto comercializable del trabajo, y el trabajo se organiza de acuerdo con el valor que produce.
- El desarrollo de los mercados conduce a la capitalización de dinero, productos y servicios: el comercio de dinero por bienes, y de bienes por dinero, conduce directamente al uso del proceso de comercio puramente para "ganar dinero" con él (una práctica conocida en la literatura clásica). Grecia como "crematística"). Esto es lo que Marx considera el verdadero origen del capital, mucho antes de su conquista de toda la producción.
- La fuerza de trabajo que no crea valor mercantil o que no tiene el potencial para hacerlo, no tiene valor para fines comerciales y, por lo tanto, no suele ser muy valorada económicamente, excepto en la medida en que reduce los costos en los que de otro modo se incurriría.
- La difusión de las relaciones de valor erradica las relaciones sociales tradicionales y corroe todas las relaciones sociales que no son compatibles con el comercio; la valoración que se vuelve de primordial importancia es el precio por el que algo se comercializará. El resultado es la aparición del circuito comercial D-M...P.. . M'-D', lo que indica que la producción se ha convertido en un medio para el proceso de hacer dinero (es decir, el Dinero [=D] compra mercancías [=M] que se transforman a través de la producción [=P] en nuevas mercancías [=M'], y, al momento de la venta, generar más dinero [=D'] del que existía al principio).

### Producción generalizada de mercancías
El capital existía en forma de capital comercial ya miles de años antes de que surgieran las fábricas capitalistas en las ciudades; sus propietarios (ya fueran rentistas, comerciantes o funcionarios estatales) a menudo funcionaban como intermediarios entre los productores de mercancías. Facilitaron el intercambio por un precio: ganaron dinero con el comercio. Marx define el modo de producción capitalista como "producción de mercancías generalizada (o universalizada)", lo que significa que la mayoría de los bienes y servicios se producen principalmente con fines comerciales, para una venta rentable en un mercado universal.
Esto tiene la consecuencia de que tanto los insumos como los productos de la producción (incluida la fuerza de trabajo ) se convierten en objetos comercializables con precios, y que toda la producción se reorganiza de acuerdo con principios comerciales. Mientras que originalmente el comercio comercial se producía episódicamente en las fronteras de diferentes comunidades, sostiene Marx, en algún momento el comercio envuelve y remodela todo el proceso de producción de esas comunidades. Esto implica la transformación de una gran parte de la fuerza laboral en trabajo asalariado (la venta de fuerza de trabajo como mercancía) y la capitalización del trabajo empleado (el trabajo excedente crea plusvalor).
A su vez, esto significa que el hecho de que un producto se produzca o no, y cómo se produzca, depende no simplemente de si es físicamente posible producirlo o de si la gente lo necesita, sino de su costo financiero de producción, de si se puede vender una cantidad suficiente y si su producción produce suficientes ingresos. Por eso también Marx consideraba la mercancía individual, que representa simultáneamente valor y valor de uso, como la "célula" (o la "forma de célula") en el "cuerpo" del capitalismo. El vendedor principalmente quiere dinero por su producto y no está realmente preocupado por su consumo o uso (aparte del punto de vista de realizar ventas); el comprador quiere utilizar o consumir el producto, y el dinero es el medio para adquirirlo de cualquier fuente conveniente.
Así, el vendedor no pretende directamente satisfacer la necesidad del comprador, ni el comprador pretende enriquecer al vendedor. Más bien, el comprador y el vendedor son medios mutuos para adquirir dinero o bienes. Como corolario, la producción puede convertirse cada vez menos en una actividad creativa para satisfacer las necesidades humanas y convertirse simplemente en un medio para ganar dinero o adquirir acceso a bienes y servicios. Richard Sennett ofrece un elogio de la desaparición del arte artesanal en la sociedad capitalista. Por el contrario, los productos obviamente no podrían venderse a menos que la gente los necesite y a menos que esa necesidad sea prácticamente reconocida. El efecto social es que los motivos para comerciar pueden estar ocultos hasta cierto punto, o aparecer algo diferentes de lo que realmente son (en este sentido, Marx utiliza el concepto de "máscara de personaje").

### Cosificación
El concepto de forma del valor muestra cómo, con el desarrollo del comercio de mercancías, cualquier cosa que tenga utilidad para las personas puede transformarse en un valor abstracto, expresable objetivamente como una suma de dinero; pero, también, cómo esta transformación cambia la organización del trabajo para maximizar su capacidad de creación de valor, cómo cambia las interacciones sociales y la forma misma en que las personas son conscientes de sus interacciones.
Sin embargo, la cuantificación de objetos y la manipulación de cantidades conduce inevitablemente a distorsiones (reificaciones) de sus propiedades cualitativas. Con el fin de obtener una medida de magnitud, con frecuencia se supone que los objetos son cuantificables, pero en el proceso de cuantificación, es conveniente ignorar o abstraer varios aspectos cualitativos. Obviamente, la expresión de todo en precios monetarios no es la única valoración que puede o debe hacerse. Las matemáticas son enormemente importantes para el análisis económico, pero también son, potencialmente, una fuente formidable de cosificación última (ya que reducir un fenómeno económico a un número abstracto podría ignorar casi todo lo necesario para comprenderlo).
Esencialmente, Marx sostiene que si los valores de las cosas han de expresar relaciones sociales, entonces, en la actividad comercial, las personas necesariamente tienen que "actuar" simbólicamente de una manera que invierta las relaciones entre objetos y sujetos, sean conscientes de ello o no. Tienen que tratar una relación como si fuera algo por derecho propio. En un anuncio, una institución financiera podría decir, por ejemplo, "con nosotros, su dinero trabaja para usted", pero el dinero no "funciona", sino la gente. Una relación se trata como una cosa y una relación entre personas se expresa como una relación entre cosas.

### Comercialización
Las implicaciones totales del desarrollo de las formas de valor son mucho más trascendentales de lo que se puede describir en este artículo, ya que (1) los procesos mediante los cuales las cosas que la gente usa se transforman en objetos de comercio (a menudo llamados mercantilización o comercialización) y (2) los efectos sociales de estos procesos, son ambos extremadamente diversos. Existe una gran cantidad de literatura sobre el crecimiento de las relaciones comerciales en todo tipo de áreas, destacando tanto el progreso como la destrucción de las formas tradicionales.
Para que exista el capitalismo, los mercados deben crecer, pero el crecimiento de los mercados requiere cambios en la forma en que las personas se relacionan socialmente y cambios en los derechos de propiedad. Este es a menudo un proceso plagado de problemas y conflictos, como describe Marx en su historia sobre la acumulación primitiva. Durante el siglo XX, apenas hubo un año sin que ocurrieran guerras en algún lugar del mundo. A medida que la expansión global de la competencia empresarial rompió las estructuras sociales tradicionales y los derechos de propiedad tradicionales en todas partes, provocó inestabilidad política y continuos conflictos entre clases sociales, grupos étnicos, religiones y naciones, en diferentes lugares, así como una serie de revoluciones y golpes de estado (analizado, por ejemplo, por sociólogos como Theda Skocpol y Charles Tilly). Casi todos los países socialistas que aparecieron en el siglo XX surgieron de guerras.
Las guerras son generalmente malas para los negocios (excepto para la industria militar y sus proveedores), a nadie le gustan y los gobiernos intentan impedirlas, pero en realidad la mercantilización del mundo ha sido a menudo un proceso muy agresivo y violento. Por lo tanto, los defensores del comercio de mercado pacífico culpan a "todo menos al mercado" por las explosiones de violencia masiva que ocurren, con la promesa de que, si la gente simplemente se sentara y negociara un acuerdo, no tendrían que usar la fuerza. para conseguir lo que quieren. Esto supone que el comercio de mercado es algo bastante separado del poder político, porque es comercio de mercado, es decir, una negociación libre entre socios comerciales que son iguales en el mercado.

## Forma de valor y forma de precio
En su historia, Marx define la magnitud del "valor" simplemente como la relación entre una cantidad física de producto y una cantidad de tiempo de trabajo promedio, que es igual a una cantidad de dinero oro (en otras palabras, un escalar):
X cantidad de producto = Y cantidad de horas de trabajo promedio = Z cantidad de dinero oro
Admite desde el principio que el supuesto de dinero-oro es una simplificación teórica, ya que el poder adquisitivo de las fichas de dinero puede variar debido a causas que no tienen nada que ver con el sistema de producción (dentro de ciertos límites, X, Y y Z pueden variar independientemente uno del otro); pero pensó que era útil revelar la estructura de las relaciones económicas involucradas en el modo de producción capitalista, como prólogo para analizar el movimiento del sistema en su conjunto; y creía que las variaciones en el poder adquisitivo del dinero no alteraban esa estructura en absoluto, en la medida en que la población trabajadora se veía obligada a producir para sobrevivir y, al hacerlo, entraba en relaciones sociales de producción independientes de su voluntad; el sistema básico de derechos de propiedad siguió siendo el mismo, independientemente de si los productos y la mano de obra se comercializaban a un precio más alto o más bajo.
Sin embargo, como sabe cualquier banquero o especulador, la expresión del valor de algo como una cantidad de unidades dinerarias no es en modo alguno la "expresión final y última del valor".
- En el nivel más simple, la razón es que se pueden usar diferentes "dineros" (monedas) uno al lado del otro en el proceso de negociación, lo que significa que "lo que algo vale" puede requerir expresar una moneda en otra moneda y que una moneda se negocie contra otro, donde los tipos de cambio fluctúan todo el tiempo. Por tanto, el dinero en sí puede adoptar muchas formas diferentes.[86]
- Además, en el comercio más sofisticado lo que se comercializa no es dinero en sí, sino derechos sobre el dinero ("derechos financieros" y contrademandas, por ejemplo obligaciones de deuda, facilidades de endeudamiento o acciones que proporcionan un ingreso a su tenedor).
- Y en un comercio aún más sofisticado, lo que se negocia es el seguro de reclamaciones financieras contra el riesgo de una posible pérdida dineraria.[87] A su vez, se puede ganar dinero simplemente conociendo la probabilidad de que ocurra o no una tendencia o riesgo financiero.

Con el tiempo, el comercio financiero se vuelve tan complejo que el valor de un activo financiero a menudo ya no se puede expresar en una cantidad exacta de dinero (un "valor en efectivo") sin todo tipo de calificaciones, y que su valor se vuelve completamente condicional a sus ganancias potenciales esperadas.
En El capital, tomo III, que redactó antes del tomo I, Marx muestra que era muy consciente de esto. No sólo distinguió entre "capital real" (bienes de capital físicos y tangibles) y "capital monetario", sino que también señaló la existencia de "capital ficticio" y pseudomercancías que, estrictamente hablando, sólo tienen valor simbólico. Marx creía que no teorizar correctamente las formas del valor conducía a "las ideas más extrañas y contradictorias sobre el dinero", que "emergen claramente... en [la teoría de] la banca, donde las definiciones comunes de dinero ya no se sostienen".

### Forma de precio
En consonancia con esto, Marx introdujo explícitamente una distinción entre la forma de valor y la forma de precio desde el principio en El capital, tomo I. En pocas palabras, la forma precio es un mediador del comercio que es separado y distinto de las formas de valor que tienen los productos. Los precios expresan el valor de cambio en unidades de dinero. Un precio es una "señal" que transmite información sobre una transacción posible o realizada (o ambas al mismo tiempo). La información puede ser verdadera o falsa; puede referirse a observables o no observables; puede ser estimado, asumido o probable. Sin embargo, como los precios también son números, es fácil tratarlos como "cosas" manipulables por derecho propio, sin tener en cuenta su contexto apropiado. Como dice Viktor Mayer-Schönberger, "...en el proceso de destilar información hasta el precio, se pierden muchos detalles".

### Raíz latina
La ambigüedad del concepto moderno de "precio" ya existía en la raíz latina de la palabra, en la época romana. Ha persistido en los tiempos modernos. Así, por ejemplo, en 1912, Frank Fetter reunió 117 definiciones diferentes de "precio" utilizadas por los economistas, que agrupó en tres categorías: valor de cambio objetivo, valor subjetivo y relación de intercambio. Las palabras pris o prix (francés), Preis (alemán), prezzo (italiano), precio (español), preço (portugués) y price (inglés) se derivaron, directamente o del equivalente latino pretium o precium (que posiblemente fue una contracción del per itium o pre itium , es decir, lo que pasa del comprador al vendedor, en un intercambio). El verbo latino itio significa "ir, viajar", como en "itinerario", y la derivación latina pretiosus significa "precioso, valioso o costoso".
"Pretium", la palabra latina que significa precio, tenía no menos de diez significados discretos, según el contexto:
- qué vale algo: el valor, la valoración, la (suma de) dinero representada o el valor de cambio de algo.
- el costo de compra (o adquisición), o el gasto de algo.
- el importe de una oferta, una apuesta, una oferta o una estimación.
- una compensación, una retribución o una devolución por un servicio.
- el valor, rendimiento o beneficio de una cosa o actividad, en términos de lo que se gana (en comparación con el costo o el esfuerzo).
- una recompensa, un honor o un premio concedido.
- un incentivo o un estímulo.
- el salario de un asalariado, el pago de un esclavo o de una ramera, el alquiler de un bien contratado.
- la pena o retribución por un error, por un fracaso o por un delito.
- el monto de un soborno, un pago de corrupción o un acuerdo de rescate.[98]

Cada uno de estos diez tipos de ideas sobre precios se refería a diferentes relaciones sociales. Cada relación social, a su vez, implica algún tipo de transacción: un intercambio, una inversión, un premio, una subvención, una multa, un desembolso o transferencia, un pago de compensación, etc. La palabra "transacción" se deriva del latín transactionem, que significa "acuerdo", "un logro", "un trato cerrado". La palabra latina transactor se refiere al mediador o intermediario operativo en algún tipo de trato, y transactus significa "perforado", "penetrado" o "pegado" (muchas monedas romanas tenían agujeros, para guardarlas en una cuerda, o como fines decorativos).
La palabra pretium, o un número de precio, no lo hace tan explícito. Sin embargo, el concepto clásico de precio ya mostraba claramente una dimensión económica o instrumental y una dimensión moral (algunos precios son apropiados y justos, otros no). Según Stephen Gudeman, un aspecto del fetiche de los precios puede manifestarse cuando "los precios sólo se refieren a sí mismos". Los precios se refieren sólo a sí mismos, cuando se sacan del contexto transaccional y social del que se originaron y adquieren una realidad independiente, donde las cifras de precios sólo se relacionan con otras cifras de precios. En ese sentido, las cifras de precios pueden ocultar tanto como revelan. Mientras la gente se centra en los números, se olvida del contexto real que da origen a los números. Para cuando las cifras de precios deciden cómo se relacionarán las personas, los precios han adquirido un poder tremendo en los asuntos humanos.
Se puede considerar que el precio resultante de un cálculo simboliza (representa) una transacción o muchas transacciones a la vez, pero la validez de esta "abstracción del precio" depende de si se aceptan el procedimiento de cálculo y el método de valoración. La noción moderna de "el precio de algo" se aplica a menudo a sumas de dinero que denotan varias categorías financieras muy diferentes (por ejemplo, un costo de compra o venta, el monto de un pasivo, el monto de una compensación, el valor de un activo, el rendimiento de un activo, una tasa de interés, etc. ). Puede resultar difícil, incluso para un economista, determinar qué significa realmente un precio, y la información sobre precios puede ser engañosa.
Un precio (simple) es transparente si (1) expresa claramente cuánto dinero hay que pagar para adquirir un producto, activo o servicio, y si (2) su significado es entendido de la misma manera por todos los interesados. Las cosas se complican más si hay que sumar, restar, dividir y multiplicar muchos precios para valorar algo (un precio total agregado). Se trata de un método de cálculo de precios que supone convenciones, definiciones y conceptos que pueden variar en mayor o menor medida. Para entender este precio, es necesario entender cómo se llega a él y si el método es aceptable o correcto.

### Valor versus precio
Según Marx, la forma precio es la expresión idealizada (simbólica) de la forma dinero del valor que se utiliza para intercambiar cosas, calcular costos y beneficios y evaluar el valor de las cosas. Como tal, no es un "desarrollo ulterior" de la forma del valor en sí, y existe independientemente de ésta, por cinco razones:
- El precio (simple) equipara una cantidad de un tipo específico de valor de uso con una cantidad de dinero, mientras que el significado de "forma de valor en dinero" es que una determinada cantidad de dinero se intercambiará por una cantidad de cualquiera de los diferentes tipos de valores de uso que el dinero puede comprar. Entonces, la "forma de valor en dinero" no es lo mismo que un "precio", en primera instancia porque la forma de valor en dinero se refiere a una variedad indeterminada de N mercancías que son todas equivalentes para una cantidad dada de dinero. Si queremos saber "el precio del pescado", necesitamos información específica sobre el tipo de pescado que se ofrece actualmente. En el mejor de los casos se podría decir que la forma dineraria del valor es un "índice de intercambiabilidad monetizada".
- Como señala Marx,[101] los precios pueden vincularse a casi cualquier cosa ("el precio de poseer, usar o pedir prestado algo") y, por lo tanto, no necesitan expresar valores de producto en absoluto. La forma de precio que expresa un tipo de transacción no tiene por qué expresar una forma de valor . Los precios no tienen necesariamente nada que ver con la producción o el consumo de riqueza tangible, aunque podrían facilitar la reclamación de ella. Los precios de algunos tipos de activos no están formados en absoluto por ningún valor de producto. Este punto adquiere especial importancia cuando abandonamos por completo la esfera de la producción y la distribución de productos y entramos en otros sectores de la vida económica.
- Cada una de las cuatro formas de valor de Marx que marcan fases sucesivas de desarrollo en el proceso comercial también pueden calcularse en términos de precios monetarios, una vez que exista una moneda generalmente aceptada. Los precios monetarios pueden existir, incluso aunque no se hayan formado (todavía) valores estables de los productos a través de la producción y el comercio regulares.
- En la medida en que el precio de un bien exprese su valor con precisión, esto no significa necesariamente que en realidad se comercializará a ese precio; los productos pueden comercializarse a precios superiores o inferiores a lo que realmente valen, o no pueden comercializarse a ningún precio.
- Aunque por regla general habrá una fuerte correlación positiva entre los precios de los productos y los valores de los productos, pueden cambiar de forma completamente independiente uno del otro por todo tipo de razones. Cuando se compran o venden cosas, pueden estar sobrevaloradas o infravaloradas debido a todo tipo de circunstancias.

En la teoría de Marx sobre el modo de producción capitalista, no cualquier cosa tiene valor en el sentido económico, incluso si se puede poner precio a las cosas. Sólo los productos del trabajo humano tienen la propiedad de valor, y su "valor" es el costo laboral actual total implicado en fabricarlos, en promedio. Los activos financieros se consideran derechos de valor negociables que pueden intercambiarse por activos tangibles. El "valor" de un activo financiero se define por qué y cuánto puede comprar el propietario, si el activo se comercializa/vende.
Según Marx, las relaciones de valor entre productos físicos o servicios de trabajo y activos físicos (como proporciones del esfuerzo laboral actual involucrado en su fabricación) existen de manera bastante independiente de la información sobre los precios, y los precios pueden oscilar de todo tipo de formas en torno a los valores económicos, o incluso bastante. independientemente de ellos. Sin embargo, la expresión del valor del producto mediante precios en unidades dinerarias en la mayoría de los casos no difiere mucho del valor real; si hubiera una diferencia muy grande, la gente no podría venderlos (ingresos insuficientes) o no los compraría (demasiado caros en comparación con otras opciones).
Si los precios de los productos aumentan, las horas trabajadas pueden aumentar, y si los precios bajan, las horas trabajadas pueden disminuir (a veces también puede ocurrir lo contrario, en la medida en que se trabajan horas extra, para compensar los menores ingresos resultantes de los precios más bajos, o si se trabajan más horas). las ventas ocurren porque los precios bajan). En ese sentido, es ciertamente cierto que los precios de los productos y los valores de los productos se influyen mutuamente. Lo que pasa es que, según Marx, los valores de los productos no están determinados por los esfuerzos laborales de una empresa en particular, sino por el resultado combinado de todas ellas.

### Precios reales y precios ideales
Al analizar la forma de los precios en varios borradores manuscritos y en El capital, Marx trazó una distinción esencial entre los precios reales cobrados y pagados, es decir, precios que expresan cuánto dinero realmente cambió de manos, y varios "precios ideales" (precios imaginarios o nocionales).
Como los precios son símbolos o indicadores más o menos del mismo modo que los semáforos, pueden simbolizar algo que realmente existe (por ejemplo, dinero en efectivo), pero también pueden simbolizar algo que no existe o simbolizar otros símbolos. El concepto de precio suele utilizarse en un sentido muy vago para referirse a todo tipo de posibilidades transaccionales. Eso puede hacer que las formas de los precios sean muy variadas, flexibles y complejas de entender, pero también potencialmente muy engañosas, ocultando las relaciones reales involucradas.
La economía moderna es en gran medida una "ciencia de los precios" (una ciencia del "comportamiento de los precios"), en la que los economistas intentan analizar, explicar y predecir las relaciones entre diferentes tipos de precios, utilizando las leyes de la oferta y la demanda como principio rector. Estos precios son en su mayoría solo números, y se cree que los números representan precios reales, de alguna manera, como una idealización. Las matemáticas proporcionan entonces un lenguaje lógico para hablar sobre lo que podrían hacer estos precios y calcular los efectos sobre los precios. Sin embargo, ésta no era la principal preocupación de Marx; se centró más bien en la estructura y dinámica del capitalismo como sistema social. Su preocupación eran los resultados generales a los que conduciría la actividad del mercado en la sociedad humana.
Sin embargo, en lo que Marx llamó "economía vulgar", se ignora la complejidad del concepto de precios porque, afirmó Marx en Teorías de la plusvalía y otros escritos, los economistas vulgares asumieron que:
- Dado que todos expresan una cantidad de dinero, todos los precios pertenecen a la misma clase de objetos (son cualitativamente iguales y difieren sólo cuantitativamente, independientemente del tipo de transacción con la que están asociados o de los principios de valoración utilizados).
- Para fines teóricos, no existe una diferencia sustancial entre las idealizaciones de precios y los precios que realmente se cobran.
- "Precio" es simplemente otra palabra para "valor", es decir, valor y precio son expresiones idénticas, ya que la relación de valor simplemente expresa una relación entre una cantidad de dinero y una cantidad de algún otro bien económico.
- Los precios son siempre exactos, del mismo modo que lo son los números (sin tener en cuenta estimaciones de precios, cambios de valoración y errores contables).
- La información sobre precios es siempre objetiva (es decir, nunca está influenciada por cómo la gente considera esa información).
- Las personas siempre tienen igual acceso a la información sobre los precios (en cuyo caso las estafas son simplemente una aberración del funcionamiento normal de los mercados, en lugar de una característica integral de ellos, que requiere una vigilancia constante).
- El precio de cualquier tipo particular de bien siempre se determina exactamente de la misma manera en todas partes, de acuerdo con las mismas leyes económicas, independientemente de la estructura social dada.

En su crítica a la economía política, Marx negó que alguno de estos supuestos fuera científicamente cierto (ver más precios reales y precios ideales). Distinguió cuidadosamente entre valores, valores de cambio, valores de mercado, precios de mercado y precios de producción de mercancías.
Sin embargo, no analizó todas las diferentes formas que pueden adoptar los precios (por ejemplo, precios impulsados por el mercado, precios administrados, precios contables, precios negociados y fijos, precios estimados, precios nominales o precios ajustados por inflación), centrándose principalmente en las Consideraba que las proporciones de valor eran fundamentales para el funcionamiento del modo de producción capitalista como sistema social. El efecto de esta omisión fue que los debates sobre la relevancia de la teoría del valor de Marx se volvieron confusos y que los marxistas repitieron las mismas ideas que el propio Marx había rechazado como "economía vulgar". En otras palabras, aceptaron un concepto vulgar de precio. Koray Çalışkan comenta: "Una certeza misteriosa domina nuestras vidas en la modernidad capitalista tardía: el precio. No pasa un solo día sin aprenderlo, hacerlo y tomarlo. Sin embargo, a pesar de la presencia generalizada de los precios a nuestro alrededor, no sabemos mucho sobre ellos."
Las señales de precios fluctuantes sirven para ajustar entre sí, de manera aproximada, los valores de los productos y los esfuerzos laborales; Los precios son mediadores en este sentido. Pero no debe confundirse aquello que media con lo mediado. Por lo tanto, si las relaciones de precios observables se toman simplemente al pie de la letra, en el mejor de los casos podrían crear una imagen distorsionada y, en el peor, una imagen totalmente falsa de la actividad económica a la que se refieren. A primera vista, las agregaciones de precios pueden expresar cuantitativamente una relación económica de la manera más simple, pero en el proceso pueden abstraerse de otras características de la relación económica que también es muy esencial conocer. De hecho, ésta es otra razón importante por la que el análisis de Marx del valor económico ignora en gran medida las complejidades de las fluctuaciones de precios; busca descubrir el movimiento económico real detrás de las fluctuaciones de precios.

### Aristóteles y Samuel Bailey
Marx tomó prestada la idea de la forma del valor del filósofo griego Aristóteles (c. 384-322 a. C.), quien reflexionó sobre la naturaleza del valor de cambio en el capítulo 5 del Libro 5 de su Ética a Nicómaco. Aristóteles distinguió claramente entre los conceptos de valor de uso y valor de cambio (una distinción retomada por Adam Smith). Aristóteles desarrolló una teoría bastante sofisticada del dinero, y en el capítulo 9 del Libro 1 de su Política, describe los circuitos del comercio de mercancías M-D-M' (oekonomia) y D-M-D' (chrematistikon). Sin embargo, Marx criticó y desarrolló las ideas de Aristóteles de forma original.
Al hacerlo, Marx también fue influenciado y respondiendo a, el discurso de la economía política "clásica" sobre las leyes económicas que gobiernan los valores de las mercancías y el dinero, en Europa comenzando (en opinión de Marx) con Quantulumcunque Concerning Money de William Petty . (1682), alcanzando un punto culminante en La riqueza de las naciones (1776) de Adam Smith y culminando con Principios de economía política y tributación de David Ricardo (1817).
En particular, las ideas de Marx sobre las formas del valor fueron influenciadas por la crítica de Samuel Bailey a la teoría del valor de Ricardo. En El capital, tomo I, Marx afirmó que Bailey era uno de los pocos economistas políticos que se había preocupado por el análisis de la forma del valor. Sin embargo, dijo Marx, ninguno de los economistas políticos había entendido su significado, porque confundían "la forma del valor" con "el valor mismo" y porque sólo prestaban atención al lado cuantitativo del fenómeno, no al lado cualitativo. En El capital, tomo II, Marx critica nuevamente a Bailey por "su malentendido general, según el cual el valor de cambio es igual al valor, la forma del valor es el valor mismo", lo que lleva a la creencia errónea de que "los valores de las mercancías dejan de ser comparables una vez que dejan de ser comparables". ya no funcionan activamente como valores de cambio y en realidad no pueden intercambiarse unos por otros".
Según Marx, Aristóteles ya describió los fundamentos de la forma del valor cuando argumentó que una expresión como "5 camas = 1 casa" no difiere de "5 camas = tal o cual cantidad de dinero", pero Según Marx, el análisis de Aristóteles "naufragó" porque carecía de un concepto claro de valor. Con esto Marx quiso decir que Aristóteles era incapaz de aclarar la sustancia de valor, es decir, qué se equiparaba exactamente en las comparaciones de valor cuando se valoraba el valor relativo de diferentes bienes, o cuál era el denominador común que conmensuraba una plétora de bienes diferentes para fines comerciales. Aristóteles pensaba que el factor común debía ser simplemente la demanda o necesidad de bienes, ya que sin demanda de bienes que pudieran satisfacer alguna necesidad o deseo, estos no serían intercambiados.
Según Marx, la sustancia del valor del producto es el tiempo de trabajo humano en general, el trabajo en abstracto o "trabajo abstracto". Este valor (un costo de reposición promedio actual en tiempo de trabajo, basado en la productividad normal de los productores existentes en ese momento) existe como un atributo de los productos del trabajo humano con bastante independencia de las formas particulares que pueda adoptar el intercambio, aunque obviamente el valor es siempre expresado de una forma u otra. Quizás no sea una idea muy interesante si consideramos sólo un producto, pero es mucho más interesante cuando nos enfrentamos a una enorme variedad de productos que se comercializan al mismo tiempo.

### Escritos preparatorios
La idea de forma de valor de Marx se remonta a su manuscrito Grundrisse de 1857, donde contrastaba la producción comunal con la producción para el intercambio. Algunos marxistas humanistas piensan que el origen de la idea realmente se remonta a más atrás en el tiempo, a los Manuscritos económicos y filosóficos de 1844, específicamente a la sección sobre "el poder del dinero" donde Marx analiza extractos sobre el dinero en la obra Fausto de Goethe y Timón de Atenas de Shakespeare.
Marx consideró que los dramaturgos habían expresado muy bien el significado social del dinero y analiza el poder mágico del dinero: por qué el dinero puede crear un "mundo patas arriba" (verkehrte Welt) que une a los opuestos, engaña a las personas o convierte las cosas en cosas. su contrario. Sin embargo, esta interpretación textual es rechazada por los marxistas althusserianos, debido a su separación de la etapa del "joven Marx acientífico" (1818-1845, desde el nacimiento hasta los 27 años) de la etapa del "Marx maduro científico" (1846-1883, desde los 28 años hasta los 65 años). Según los althusserianos, estos dramaturgos no tienen nada que ver con la teoría del valor, porque pertenecen sólo a la etapa acientífica, y no al realismo socialista o al socialismo científico.
La forma del valor también se menciona en el libro de Marx Una contribución a la crítica de la economía política de 1859. Es claramente evidente en su manuscrito de Teorías de la plusvalía (1861-1863). En correspondencia con Friedrich Engels en junio de 1867, Marx proporcionó un primer esbozo de su texto sobre la forma del valor. Marx describió explícitamente el concepto por primera vez en un apéndice de la primera edición (1867) de El capital, tomo I, pero este apéndice fue eliminado en una segunda edición, donde el primer capítulo fue reescrito (bastante apresuradamente) para incluir una sección especial en la forma del valor al final.

## Interpretaciones
El primer "teórico de la forma de valor" que interpretó el significado de la idea de Marx fue su amigo Friedrich Engels, quien argumentó en su polémica Anti-Dühring de 1878 (cuando Marx todavía estaba vivo) que "la forma valor de los productos se encuentra ya en germen toda la forma de producción capitalista, la contraposición entre capitalistas y trabajadores asalariados, el ejército industrial de reserva, las crisis". Engels sugirió a Marx que los análisis abstractos de la forma de valor establecidos dialécticamente podrían ser demostrados históricamente para que sean más comprensibles "la necesidad del desarrollo del dinero y del proceso que tiene lugar en relación a él". Al discutir el concepto, el origen y el desarrollo de la forma del valor, Engels pretendía demostrar que el socialismo real implicaba la abolición de la producción de mercancías y la ley del valor, más que su integración consciente en el sistema económico de una comuna socialista, como propuso Eugen Dühring.
Como se analiza en este artículo a continuación, en los primeros años de la revolución rusa, los bolcheviques y sus teóricos tomaron esa idea muy literalmente. Fue archivado durante la Nueva Política Económica de Lenin, pero posteriormente el PCUS se propuso eliminar casi todas las empresas privadas y poner casi todo el comercio bajo control estatal. En un sentido moral, la actividad comercial pasó a ser vista como intrínsecamente mala, alienante, explotadora y opresiva, porque permitía a algunas personas enriquecerse con el trabajo de otras. La idea era que una vez que se eliminara el comercio, todo este problema ya no existiría; el Estado impediría toda acumulación privada, o al menos sería tolerada sólo en una escala muy modesta.
La producción dirigida por el Estado parecía eficiente y eficaz para los modernizadores comunistas, especialmente en la Rusia atrasada. Si era necesario construir infraestructura, el Estado ordenaba que se construyera, ya sea que obtuviera ganancias o no. Las empresas nunca lo habrían construido, a menos que hubieran obtenido suficientes beneficios al final de un año. El problema central para los comunistas entonces era que tenían que lograr que los trabajadores cooperaran y hicieran sacrificios para construir cosas, con promesas de una vida mejor en el futuro. El Partido conceptualizó esto principalmente como una cuestión de autoridad, educación, firmeza ideológica, práctica ejemplar, incentivos y sanciones.
Si los trabajadores no cooperaban porque pensaban que iba en contra de sus propios intereses (por cualquier motivo), se veían obligados a hacerlo, tanto en tiempos de paz como en tiempos de guerra. Como a los trabajadores les molestaba esto, la producción de cosas a menudo se volvió mucho menos eficiente y la calidad de la producción se vio afectada. Esto causó interminables problemas de gestión y se requirió una "vigilancia" masiva para garantizar que se hicieran las cosas (como lo documentan historiadores occidentales como R. W. Davies y Donald A. Filtzer). A pesar de las interminables reformas y cambios de políticas, el problema de la cooperación nunca se resolvió realmente. Había mucho cinismo al respecto en la sociedad soviética, incluso cuando la vida mejoró gradualmente y los niveles de vida mejoraron. El 30 de octubre de 2007, el presidente ruso Vladímir Putin presentó sus respetos a todas las personas asesinadas bajo la dictadura de Stalin en los días del Gran Terror. Putin declaró: "Cientos de miles, millones de personas fueron asesinadas y enviadas a campos, fusiladas y torturadas. Eran personas con sus propias ideas y no tenían miedo de expresarlas. Eran la flor y nata de la nación."
El conflicto teórico entre Engels y Dühring sobre el papel del valor en el socialismo resurgió en la Unión Soviética en las décadas de 1940 y 1950. Hasta la década de 1930, los comunistas rusos habían esperado en general que las categorías de valor y la ley del valor desaparecieran bajo el socialismo. Dado que Iósif Stalin declaró en 1936 que, con el control estatal total sobre toda la economía, se había alcanzado el socialismo, era lógico pensar que la producción de mercancías y la ley del valor ya no existían tampoco. Sin embargo, a partir de 1941 esta idea estuvo en disputa.
Algunos economistas rusos negaron la existencia de la ley del valor en las repúblicas socialistas soviéticas, otros afirmaron su existencia y otros dijeron que la ley existía de forma "transformada". En 1951, Stalin resolvió el asunto afirmando oficialmente que la producción de mercancías y la ley del valor existían bajo el socialismo, con la implicación de que las autoridades de planificación deberían contabilizar adecuadamente los verdaderos costos laborales, como base para fijar correctamente los precios de los productos, activos y bienes. salarios. En ese sentido, Stalin al final se puso del lado de Dühring contra Engels. Sin embargo, Stalin aparentemente pretendía que la ley del valor se redujera principalmente a la esfera del consumo. Esto puede conciliarse con la idea de Engels de "certificados laborales" que, despojados del papel clásico del dinero, no conducen a la extracción de plusvalía y, por lo tanto, son socialistas. Según este punto de vista, la ley del valor continúa vigente pero se vuelve socialista.

## Ecología
El marxista ecológico Paul Burkett ha intentado crear un "enfoque de forma de valor" para comprender la relación entre el capitalismo y la naturaleza. Sostiene que:

"La crítica ecológica de Marx muestra que cierto valor de uso de la naturaleza se modifica profundamente bajo el capitalismo a favor de la valorización, y que esta elasticidad de la naturaleza es la razón de la explotación intensiva y extensiva de la naturaleza por parte del capital".

Por el contrario, Elmar Altvater argumentó que una crítica ecológica de la economía política "depende de un análisis del valor de uso".
Centrándose en el metabolismo humano con la naturaleza, Kohei Saito argumentó en 2017 que:

"Es la oposición entre la forma natural y la forma valor, inherente a la producción capitalista, la que genera las contradicciones económicas y ecológicas asociadas con el desarrollo capitalista".

John Bellamy Foster declaró en 2018 que:

"Es la oposición entre la forma natural y la forma valor, inherente a la producción capitalista, la que genera las contradicciones económicas y ecológicas asociadas con el desarrollo capitalista".

Harry Rothman declaró en su libro Murderous Providence de 1972 que:

"Engels discutió la actitud indialéctica hacia la naturaleza de los industriales, cuyas acciones a menudo tenían consecuencias imprevistas, como la erosión del suelo y la contaminación, añadiendo que la naturaleza siempre se venga si ignoramos sus leyes Sin embargo, Engels ciertamente no pensaba que debiéramos subordinarnos a la naturaleza, aunque deberíamos reconocer el hecho de que no "gobernamos sobre la naturaleza como un conquistador sobre un pueblo extraño, como alguien que está fuera de la naturaleza, sino que nosotros, con la carne , sangre y cerebro, pertenecen a la naturaleza y existen en medio de ella, y que todo nuestro dominio sobre ella consiste en el hecho de que tenemos la ventaja sobre todas las demás criaturas de poder conocer y aplicar correctamente sus leyes.'"

## Estudios de la mujer
En el capítulo 8 de su crítica radical de 1977 a la teoría freudiana, This sex which is not one, Luce Irigaray examinó con cierto detalle la relación entre la historia de Marx sobre la forma del valor de las mercancías, la falocracia y los sistemas de parentesco. Sostuvo que "el análisis de Marx de las mercancías como forma elemental de riqueza capitalista puede... [también] entenderse como una interpretación del estatus de la mujer en las llamadas sociedades patriarcales". Específicamente, "todos los sistemas de intercambio que organizan las sociedades patriarcales y todas las modalidades de trabajo productivo que son reconocidas, valoradas y recompensadas en estas sociedades son asunto de hombres". Cuando las mujeres son administradas, explotadas y comercializadas por hombres, los cuerpos de las mujeres pueden convertirse en una abstracción manipulable. Como mercancías, argumentó Irigaray, las mujeres se convierten en "objetos utilitarios y portadoras de valor". Una madre se convierte en un valor de uso; una virgen se convierte en valor de cambio; y una prostituta se convierte a la vez en valor de uso y valor de cambio. Las cuestiones giran en torno a la libertad, la dignidad humana, las valoraciones sociales, la explotación y la opresión.
Irigaray no quiso decir necesariamente que todas las mujeres sean literalmente mercancías, sino que (1) a menudo son tratadas de facto "como si" fueran mercancías comercializables, (2) las mujeres son frecuentemente sometidas a todo tipo de intercambios informales, para obtener lo que necesitan, (3) la forma de mercancía se hunde profundamente en la psique humana y en las relaciones íntimas, creando una mentalidad transaccional que es opresiva. Irigaray planteó la cuestión de qué sería del orden social sin la explotación de las mujeres. La gente estaría "socializando de otra manera en relación con la naturaleza, la materia, el cuerpo, el lenguaje y el deseo".
Aunque la historia de Irigaray tuvo impacto cuando se publicó por primera vez, su atractivo no duró mucho. Entre otras cosas, su historia es demasiado sombría y sombría. El modelo psicoanalítico de la naturaleza humana ya no es ampliamente aceptado. En general, las mujeres no son consideradas simplemente mercancías o víctimas, tienen derechos legales y un poder y control considerables, individual y colectivamente. Aunque continúa una "batalla de sexos" (competencia), hombres y mujeres también se necesitan y dependen unos de otros (cooperación). Así, en el mundo real (en contraste con el imaginario académico), la "dominación masculina" tiene límites definidos, y las mujeres se defienden.
Sobre todo, la historia de Irigaray no dejaba claro cuáles serían exactamente los métodos más eficaces para crear mejores relaciones humanas y cómo hombres y mujeres podrían trabajar juntos con éxito para ponerlos en práctica. A menudo, Irigaray parecía escribir más a un nivel espiritual y los lectores podían sacar lo que quisieran. Katja Diefenbach ofrece una lectura marxista posmoderna de la forma del valor. En su análisis crítico del hijab islámico en Irán, la profesora Rebecca Ruth Gould afirma que "la dimensión del valor de cambio de la forma de mercancía estructura de manera crucial el hijab como mercancía".
Las mujeres y los hombres marxistas a menudo han argumentado que las tareas domésticas, las compras, la crianza de los hijos y el trabajo voluntario de las mujeres no son muy valorados económicamente ni muy visibles en la ideología burguesa, precisamente porque en sí mismos no están remunerados ni cobrados como trabajo. La llamada actividad "no comercial" de las mujeres ni siquiera se registra en las cuentas nacionales, aunque su valor de mercado imputado (estimado a partir de encuestas sobre el uso del tiempo y datos ocupacionales) es muy grande. Los valores y valoraciones implicados en el trabajo "no comercial" de las mujeres suelen ser bastante diferentes de los valores comerciales. De modo que el valor del mercado capitalista y las propias valoraciones de las mujeres pueden chocar en diversos contextos. Kathi Weeks y Kristin Ghodsee ofrecen una visión general de los debates modernos.
La implicación general es que si mucho de lo que hacen las mujeres no está muy valorado (porque en realidad no genera dinero, etc.), entonces el estatus social de las mujeres también se ve afectado: no son iguales a los hombres en el mundo real. En principio o en teoría, el capitalismo es bastante compatible con la completa igualdad entre hombres y mujeres, con el reconocimiento de las diferencias esenciales entre mujeres y hombres. De hecho, formalmente hablando, todos los ciudadanos occidentales tienen los mismos derechos en el mercado y el mismo estatus ante el sistema judicial. Pero en la práctica, la sociedad capitalista es una sociedad de clases, estructurada por una competencia de mercado entre actores del mercado que se encuentran en posiciones desiguales. Frente a los competidores, las personas se centrarán en dónde son más fuertes y atacarán a los rivales precisamente allí donde los rivales son más débiles y vulnerables.
El efecto general habitual es que aquellos que ya están en la posición más débil serán los que más perderán; aquellos en la posición más fuerte pueden usar su fuerza para volverse aún más fuertes. Este resultado general se ve mitigado sólo por el amor y el deseo (incluido el deseo mimético), la caridad, la filantropía, las disposiciones gubernamentales, los sindicatos, las cooperativas de crédito y los grupos (o partidos políticos) que defienden la justicia social. Los casos individuales pueden contradecir los patrones estadísticos de desigualdad, pero los patrones estadísticos de desigualdad para poblaciones enteras son bastante persistentes. Esto es muy importante para las mujeres, no sólo porque quieren tener los mismos derechos civiles que los hombres, sino porque la desigualdad socioeconómica tiene efectos muy negativos a la hora de tener y criar hijos.